# Броненосец береговой обороны
Броненосец береговой обороны — подкласс броненосцев, существовавший во второй половине XIX — первой половине XX веков. Броненосцы береговой обороны стали логическим развитием мониторов и канонерских лодок. Отличались умеренным водоизмещением, малой осадкой, вооружались артиллерией крупного калибра. Предназначались для действий в прибрежных районах с целью защиты побережья, поддержки флангов сухопутных сил, обстрела береговых укреплений, операций на мелководье, а также на реках и озёрах.
Получили заметное развитие в ВМС Германии, Великобритании, Франции, России, Нидерландов. Особое значение приобрели во флотах скандинавских стран, природно-географические особенности которых благоприятствовали действиям малых броненосных кораблей. Эволюция броненосцев береговой обороны прекратилась перед началом Второй мировой войны, в связи с изменением характера военных действий на море.

## Концепция
В основе концепции броненосца береговой обороны лежало следующее положение: пожертвовав мореходностью и автономностью корабля (сведя их к допустимому минимуму) получить возможность построить сравнительно небольшой (и соответственно дешевый) корабль, который смог бы при ограниченном водоизмещении нести вооружение и броню столь же сильное, или даже превосходящее, что и у крупных океанских броненосцев. Построенный в рамках подобной концепции корабль не годился бы для сражений в открытом море, но в спокойных прибрежных водах, он был бы — теоретически — равноценен по боевым параметрам более крупным и дорогим океанским кораблям. С экономической точки зрения, таким образом, строительство броненосцев береговой обороны выглядело оправданным.
Стандартной (однако, не обязательной) особенностью броненосцев береговой обороны был низкий надводный борт. Это приводило к снижению мореходности и невозможности применять расположенные низко над водой орудия в плохую погоду (из-за угрозы повреждения орудийных установок ударами волн), но зато позволяло значительно уменьшить силуэт корабля (что делало броненосец более сложной мишенью для противника) и защитить броней больший процент площади корпуса. Кроме того, расположенные низко, вблизи центра тяжести корабля орудия были более стабильны, и могли вести более точный огонь.
Достоинства низкого борта
- Уменьшение силуэта корабля — что затрудняло прицельный огонь противника
- Уменьшение незащищенной площади борта — на некоторых кораблях (например, мониторах), таковая вообще сводилась к нулю, так как броневой пояс был равен по высоте и длине надводному борту
- Значительное уменьшение верхнего веса — что делало корабль более устойчивым
- Низкое расположение орудийных установок — что делало их более стабильными при стрельбе

Недостатки низкого борта
- Ухудшение мореходности корабля — при практически любом волнении, волны захлестывали палубу
- Невозможность вести бой в плохую погоду — заливаемые волнами орудийные установки не могли быть использованы без значимого риска для корабля
- Ухудшение условий обитаемости — значимый объём жилых и бытовых помещений приходилось переносить в подводную часть
- Уменьшение живучести — небольшой объём расположенных над ватерлинией отсеков не позволял им служить резервом плавучести при получении повреждений и затоплении

Так как корабли береговой обороны обычно строились для ведения боёв в спокойных прибрежных водах, эти недостатки не являлись критическими.
Броненосцы береговой обороны обычно имели артиллерийское вооружение, ориентированное на бой с другими броненосными кораблями и чрезвычайно мощное для их небольших размеров. Предела в этом плане достигли французские броненосцы «Terrible», которые несли даже более мощное вооружение, чем современные им мореходные французские броненосцы.

## Воплощение концепции

### Броненосцы береговой обороны Великобритании
В целом, на протяжении большей части эпохи брони и пара Великобритания тяготела к концепции «открытого моря», которая в качестве главной цели флота рассматривала навязывание неприятелю генерального сражения, не оставляя в его рядах места для привязанных к берегу ограниченно мореходных кораблей «береговой обороны». Считалось, что лучший способ обороны своих берегов — это вообще не подпускать к ним мало мальски значимые силы противника, громя их в открытом море ещё на подходе. В качестве кораблей береговой обороны, а скорее даже — защиты конкретных гаваней, портов и береговых объектов от единичных кораблей, способных к ним прорваться, англичанами традиционно широко использовались старые, уже не пригодные для боя в первой линии, броненосцы. Тем не менее, в отдельные периоды, в основном отмеченные финансовыми затруднениями флота из-за установленного правительством режима экономии при одновременном обострении международной обстановки, Англия всё же снисходила до строительства отдельных экземпляров броненосцев береговой обороны, которые на практике в основной своей массе оказывались для её флота «белыми слонами».
Именно таков, к примеру, оказался «Глаттон», заложенный в 1868 году и введёный в строй в 1872 году. Назначение этого строившегося по образцу американских мониторов броненосца береговой обороны Королевского флота оставалось неясным даже самим его проектировщикам, причём Совет Адмиралтейства желал в его лице получить мелкосидящую боевую единицу с крупнокалиберной артиллерией в башнях, но при этом наименьшего возможного размера — требования, регулярно выдвигаемые военно-морскими теоретиками, но на практике маловыполнимые.
За конструктивную основу был принят большой американский монитор «Диктатор», но на «Глаттоне» был установлен бронированный бруствер, за которым разместили башню главного калибра и надстройку. «Глаттон» имел самый низкий борт среди бронированных кораблей Королевского флота, причём её можно было даже уменьшить, принимая воду в пустые угольные отсеки. Вооружение составили два 305-мм дульнозарядных орудия, самых мощных на тот период в британском флоте, а доля водоизмещения, отведённая на бронирование, оказалась рекордной для тех лет — 35 %. Броненосец неплохо управлялся, на испытаниях он даже заметно превысил проектную скорость, но его мореходность и особенно дальность плавания оставляли желать много лучшего, что не позволяло «Глаттону» эффективно взаимодействовать с главными силами флота. Вместе с тем, его осадка оказалась слишком велика для прибрежных операций. Флотские командиры затруднялись использовать столь нетипичный для британского флота корабль и почти всю свою тридцатилетнюю службу «Глаттон» провёл в резерве, крайне редко выходя в море.
Угроза войны с Францией вынудило Адмиралтейство поспешно заложить ещё четыре броненосца береговой обороны. За основу проекта были взяты колониальные броненосцы типа «Церберус», построенные в 1867—1870 годах для Австралии. Броненосцы береговой обороны типа «Циклоп» вошли в состав Королевского флота в 1874—1877 годах. Толщина брони у них оказалась меньше, чем у «Глаттона», калибр артиллерии уменьшился до 254 мм, однако количество пушек удвоилось, и теперь они располагались в двух башнях. Мореходность вновь оказалась совершенно неудовлетворительной, а осадка чрезмерной. Проект был подвергнут резкой критике и тип «Циклоп» признавался самым бесполезным во флоте. Служба этих броненосцев прошла почти исключительно в гаванях, и вся четверка была списана в 1903 году. После столь серьёзного провала, Королевский флот отказался от дальнейшего развития этого класса кораблей.

### Броненосцы береговой обороны Франции
На развитие французского флота во последней трети XIX века серьёзно повлияли популярные в стране идеи «Молодой школы», сторонники которой, в частности, ставили под сомнение строительство крупных кораблей и настаивали на обеспечении обороны побережья при помощи относительно небольших и дешевых боевых единиц. Поэтому, наряду с эскадренными броненосцами, во Франции было построено значительное количество броненосцев береговой обороны, а также броненосцев 2-го класса, которые часто причислялись к силам защиты побережья.
Развитие класса броненосцев береговой обороны началось во Франции с постройки броненосных таранов. Первый из них, «Туре», вошёл в строй в 1868 году, за ним последовали четыре единицы типа «Цербер», пополнившие флот в 1868—1874 годах. В 1879—1882 годах флот получил по два броненосца береговой обороны типов «Тоннер» и «Темпет». Оба типа были сконструированы в подражание аналогичным британским кораблям, также были низкобортными и несли по два тяжёлых 270-мм орудия в единственной башне. При этом тип «Темпет» был менее крупным и скоростным. Уникальной чертой данных кораблей стала очень узкая надстройка, что позволяло широко расставленным орудиям в носовой башне стрелять прямо в корму, при том, что снаряды пролетали вдоль надстройки. Развитием этих проектов стал «Тоннан», основным отличием которого стало размещение главного калибра, выросшего до 340 мм, в двух одноорудийных барбетах, размещенных в оконечностях. «Тоннан» вошёл в строй в 1884 году. Его дальнейшей версией оказался «Фурье», на котором артиллерию разместили не в барбетах, а в башнях.

### Броненосцы береговой обороны России
Развитие прибрежных броненосцев российского флота началось в 1861 году с заказа в Великобритании для Балтийского флота броненосной батареи «Первенец» — первого русского броненосца. По этому образцу в России было построено ещё два корабля — «Кремль» и «Не тронь меня». Эти корабли были своего рода плавучим продолжением фортов, защищавших Петербург от вторжения с моря.
После поступивших в 1862 году из США известий об успешных действиях «Монитора», русское военно-морское ведомство увлеклось строительством этого типа кораблей, именовавшихся в России башенными броненосными лодками, что стало возможным благодаря неофициальному, но действенному союзу между Россией и северными штатами в годы гражданской войны, важной для России частью которого была техническая кооперация в области военного кораблестроения. В 1864—1865 годах Балтийский флот получил десять башенных броненосных лодок типа «Ураган», построенных по оригинальным чертежам Эриксона и оснащённых одной двухорудийной башней. Кроме того, флоту были поставлены двухбашенные броненосные лодки типов «Смерч» и «Русалка», а также низкобортные трёхбашенные броненосные фрегаты — «Адмирал Лазарев» и «Адмирал Грейг». Все эти корабли имели мощное для своих размеров бронирование, но их мореходность оказалась неудовлетворительной даже для условий закрытой акватории Балтийского моря. Весьма необычный проект прибрежного броненосца реализовали в 1871-1876 годах для Черноморского флота, построив по проекту вице-адмирала А. А. Попова два броненосца: «Новгород» и «Вице-адмирал Попов», прозванных «поповками», которые до настоящего времени вызывают полярные оценки у исследователей и, при всех своих специфических особенностях, долгое время оставались единственными серьёзными боевыми кораблями на Чёрном море.
Несмотря на программу строительства «большого флота» конца XIX века, русское военно-морское министерство сохраняло и интерес к броненосцам прибрежного действия. Это объяснялось особыми условиями Балтийского моря, наличием во флотах Германии и Швеции значительных количеств броненосцев береговой обороны и особенно постоянным стремлением к экономии средств, вызывавшем желание строить как можно более дешёвые, а значит — небольшие корабли. Толчком к разработке нового проекта малого броненосца стала разработка во Франции для греческого флота броненосца «Гидра», который имел солидное вооружение и бронирование при водоизмещении менее 5000 тонн. Исходя из этих ограничений, конструктор Э. Н. Гуляев подготовил проект небольшого броненосца с малой осадкой, вооружённого четырьмя 229-мм орудиями в качестве главного калибра. Проект был утверждён в 1891 году, уже после его утверждения вооружение изменили на новейшие 254-мм орудия. Головной броненосец типа «Адмирал Сенявин» был заложен в 1892 году, в том же году начали постройку однотипного «Адмирала Ушакова». В 1894 году заложили третий броненосец этого типа — «Генерал-адмирал Апраксин». Выявившаяся в ходе постройки первых двух броненосцев перегрузка вынудила сократить вооружение «Апраксина» до трёх 254-мм орудий. Средний калибр на всех броненосцах был одинаков и состоял из четырёх 120-мм орудий.
Русские броненосцы береговой обороны оказались жертвой непоследовательности внешней политики царского правительства — предназначенные изначально в первую очередь для борьбы с аналогичными кораблями германского флота на Балтике и защиты столицы, в годы войны с Японией они были внезапно переправлены на Тихоокеанский театр военных действий, где были либо уничтожены, либо сданы противнику.

### Броненосцы береговой обороны Германии
Наметившееся в 1880-х годах ухудшение отношений с Россией, вынудило руководство ВМС Германской империи обратить внимание на оборону мелководных прибрежных вод Германии от возможной атаки русского Балтийского флота. Одним из способов решения данной проблемы было признано строительство небольших, но хорошо вооружённых броненосцев береговой обороны с малой осадкой.
В 1888 году был заложен броненосец «Зигфрид» — головной в серии из восьми кораблей, последний из которых вступил в строй в 1896 году. При водоизмещении около 4000 тонн, они развивали скорость до 14,5 узлов и несли основное вооружение из трёх 240-мм орудий в барбетных установках, причём размещенных по достаточно необычной схеме. В носовой части кораблей установили по два одноорудийных барбета по бортам, в корме одна барбетная установка размещалась в диаметральной плоскости. Несмотря на скромное водоизмещение, эти броненосцы имели высокий борт, достаточный для безопасного плавания в открытом море. Тем не менее, в немецком флоте «зигфриды» не считались удачными кораблями и в дальнейшем Германия сосредоточилась на постройке полноценных броненосцев.

### Броненосцы береговой обороны Австро-Венгрии
Военно-морской флот Австро-Венгрии ввиду засилья в Сенате представителей сухопутных областей традиционно испытывал крайний дефицит средств, что вынуждало его строить небольшие и недорогие корабли. Поэтому первыми австро-венгерскими броненосцами нового поколения, спроектированные талантливым кораблестроителем Зигфридом Поппером, стали сравнительно небольшие корабли типа «Монарх».
При водоизмещении менее 6000 тонн, они существенно уступали в боевых возможностях иностранным эскадренным броненосцам и рассматривались специалистами как броненосцы береговой обороны. Их главный калибр ограничивался 240-мм орудиями, произведёнными немецкой компанией «Крупп», что было явно недостаточно для кораблей первой линии. Тем не менее, «монархи» оказались вполне удачными для своих размеров кораблями, поскольку обладали солидной защитой и высокой скоростью хода. Все три броненосца этого типа были заложены в 1893 году и пополнили флот в 1898 году. По мнению авторитетных экспертов, первый проект Поппера получился превосходным, если учесть жесткие финансовые ограничения, и не уступал по качеству конструирования кораблям великих морских держав. «Монархи» оказались вполне подходящими для операций в Адриатике, а их скорострельные пушки представляли серьёзные угрозу для лучше вооружённых, но весьма слабо бронированных броненосцев итальянского флота. Но всё-таки «монархи» были «слишком маленькими» и не могли соперничать на равных с полноценными броненосцами. Однако сравнение «монархов» с аналогичными по назначению броненосцами других стран показывало их превосходство по основным характеристикам.

### Броненосцы береговой обороны Нидерландов
К концу XIX века Нидерланды уже давно выпали из числа великих морских держав, однако сохраняли значительные колониальные владения в Ост-Индии и Вест-Индии. Скромные финансовые возможности страны не позволяли создать флот, способный адекватно защищать и побережье страны и колонии, поэтому развитие голландских ВМС раздвоилось. Для защиты колоний строились крейсера, а для обороны собственно Нидерландов начали развивать класс «броненосцев внутреннего плавания», который в голландских ВМС стал результатом эволюции мониторов, строившихся ранее.
Первыми полноценными броненосцами береговой обороны в голландском флоте стали корабли типа «Эвертсен» в количестве трёх единиц, спущенные на воду в 1894 году. При водоизмещении менее 3500 тонн они развивали вполне приличную скорость 16 узлов, несли умеренное по толщине и площади бронирование и вооружались тремя 210-мм и двумя 150-мм орудиями. Эти корабли показались даже рачительным голландцам слишком маленькими и следующая серия из трёх броненосцев типа «Кёнеген Регентес» имела водоизмещение более 5000 тонн. Корабли получили полный броневой пояс по ватерлинии, отличались хорошей мореходностью и значительной дальностью плавания. Вооружение включало два 210-мм и четыре 150-мм орудия. Эти броненосцы были спущены на воду в 1900—1902 годах.
Этот удачный тип получил развитие в броненосце «Мартен Харпертсзон Тромп», спущенном в 1904 году. Основным отличием стало размещение 150-мм орудий в башнях вместо казематов. Почти однотипным был «Якоб ван Хеемскерк», спущенный в 1906 году. При несколько меньшем водоизмещении он нёс шесть орудий среднего калибра, вместо четырёх. Все малые броненосцы Нидерландов были построены на отечественных верфях, имели высокий борт и отличались хорошей мореходностью.

### Броненосцы береговой обороны Греции
После получения независимости в 1830 году, Греческое королевство приступило к созданию флота, но финансовые возможности не позволяли приобрести действительно мощные корабли. Первым броненосцем греческого флота стал «Базилевс Георгиос», построенный в Великобритании в 1867—1868 годах. Маленький корабль, водоизмещением менее 2000 тонн, оказался тихоходным и слабо вооружённым, по меркам своего времени, но был неплохо защищён. Двумя годами позже в строй вошёл ещё один подобный корабль, «Василисса Ольга», несколько более крупный, но уступавший предшественнику в скорости. Построен он был также в Великобритании. Эти броненосцы не обладали существенной боевой ценностью даже по стандартам начала 1870-х годов. Тем не менее, они оставались сильнейшими кораблями греческого флота в течение 20 лет.
Готовясь к борьбе с Османской империей за возвращение земель, населённых этническими греками, руководство греческого флота решило приобрести более солидные боевые единицы. Не располагая крупными средствами и учитывая особенности Эгейского моря, оно пожелало иметь броненосцы береговой обороны, дешевые, но быстроходные и достаточно мощные, при малых размерах. Заказ на три броненосца типа «Идра» выиграли французские судостроители и в 1890 году «Идра», «Псара» и «Спеце» вступили в строй.

### Броненосцы береговой обороны Швеции
Особое значение броненосцам береговой обороны придавали в Швеции, чей небольшой флот развивался с оглядкой на возможности России. Не располагая ресурсами для полномасштабной конкуренции на море, шведское военно-морское руководство делало ставку на развитие небольших, но хорошо вооружённых и защищённых артиллерийских кораблей прибрежной зоны, полагая, что в особых условиях шведского побережья, изобилующего шхерами и мелями, такие боевые единицы будут весьма эффективны даже против полноценных броненосцев.
Развитие броненосных кораблей береговой обороны в Швеции, как и в ряде других стран, началось с мониторов. В 1864 году на шведских верфях было заложено сразу три корабля типа «Джон Эрикссон», по образцу знаменитого «Монитора» Дж. Эрикссона. Это были небольшие мониторы с очень низким надводным бортом, вооружённые двумя 240-мм орудиями в единственной башне, способные развить скорость лишь 7 узлов. Водоизмещение этих мониторов не дотягивало даже до 1500 тонн. В 1867 году шведы заложили ещё один монитор — «Локе», немногим более крупный и чуть лучше вооружённый. Хотя все эти корабли подвергались критике за низкую мореходность и тихоходность, шведское военно-морское командование считало их весьма полезными в системе береговой обороны.
Первыми настоящими броненосцами береговой обороны стали корабли типа «Свеа». Головной броненосец заложили в 1884 году, два последующих в 1888 и 1891 годах, в строй они вошли в 1886—1893 годах. При водоизмещении немногим более 3000 тонн, они были неплохо защищены, развивали весьма приличную для своего времени скорость 15-16 узлов и в качестве основного вооружения несли по два 254-мм орудия в носовой башне. Средний калибр был представлен четырьмя 152-мм орудиями. Малая осадка позволяла этим боевым единицам действовать в районах, недоступных для больших кораблей. В начале XX века их перевооружили на скорострельную артиллерию.
Следующая серия броненосцев береговой обороны также состояла из трёх кораблей и известна как тип «Оден». Они стали развитием предшественников, с несколько улучшенными характеристиками. Главный калибр размещался теперь в двух одноорудийных башнях в носу и корме. В строй вся тройка вошла в 1897—1899 годах. В 1901 году флот пополнил ещё один малый броненосец — «Дристигетен». Его основной особенностью стал впервые применённый новый главный калибр — 210-мм орудия, средний калибр стал 150-миллиметровым. Такое сочетание закрепилось на шведских броненосцах надолго.
На базе «Дристигетена» шведы разработали новый проект, который размножили в четырёх экземплярах. Это были броненосцы типа «Эран», вошедшие в строй в 1901—1904 годах. Они несли более лёгкую броню, нежели прототип, зато оказались несколько более быстроходными, а их средний калибр теперь размещался в башнях вместо казематов. Завершил линию развития ранних броненосцев шведского флота «Оскар II», построенный к 1907 году. Его водоизмещение превысило 4000 тонн, скорость достигла 18 узлов, а вся среднекалиберная артиллерия теперь размещалась в двухорудийных башнях. Таким образом, шведы за 20 лет построили 12 броненосцев береговой обороны и на некоторое время вошли, благодаря этому, в десятку сильнейших морских держав.
После этого шведы сделали паузу в постройке кораблей этого класса, вернувшись к созданию броненосцев береговой обороны уже после начала Первой мировой войны. В 1915 году был заложен головной корабль типа «Сверье», затем ещё два. Все они вошли в строй в 1917—1922 годах. Большая часть средств на их постройку была собрана по подписке с населения. Проект действительно стал новым словом в развитии класса. Водоизмещение выросло вдвое и приблизилось к 8000 тонн, главный калибр теперь представляли мощные 283-мм пушки в двухорудийных башнях. Паротурбинная установка позволила этим броненосцам развивать скорость более 22 узлов. Бронирование также было достаточно солидным для кораблей таких размеров.
Шведское военно-морское командование считало этот тип идеальными кораблями береговой обороны. Когда встал вопрос о замене устаревшего «Оскара II», новый проект был разработан на базе «Сверье». Основным отличием от прототипа должна была стать мощная универсальная и зенитная артиллерия. Но от реализации проекта отказались, вместо этого модернизировав в 1930-х годах все корабли типа «Сверье».
Последние броненосцы шведского флота планировалось заказать в 1939 году, но ход боевых действий на море в начавшейся Второй мировой войне заставил командование усомниться в соответствии самой концепции броненосца береговой обороны новым реалиям. В итоге, шведы предпочли строить лёгкие крейсера типа «Тре Крунур».

### Броненосцы береговой обороны Норвегии
Развитие незначительного норвежского флота шло в тесной взаимосвязи с аналогичными процессами в шведских ВМС, что объяснилось не только сходными природно-географическими условиями побережья этих стран, но и тем фактом, что до 1905 года Швеция и Норвегия были связаны унией и координировали свои военные программы. Норвежское военно-морское командование рассчитывало, что используя броненосцы береговой обороны, миноносцы, а также минные заграждения, они смогут противостоять даже сильной иностранной эскадре и защитить территорию своей страны от нападения с моря. До начала 1890-х годов основу морской обороны Норвегии составляли мониторы типа «Скорпионен», но после их устаревания было принято решение заказать в Великобритании небольшие броненосцы прибрежного действия.
В 1895 году норвежский стортинг официально объявил тендер на приобретение двух малых броненосцев, который выиграла известная британская компания «Армстронг». Спроектированные известным конструктором Филипом Уоттсом, два броненосца типа «Харальд Хаарфагрфе» были заложены в марте 1896 года на верфи компании в Эльсвике и переданы заказчику в 1897—1898 годах. Это были небольшие корабли, водоизмещением менее 4000 тонн, развивавшие неплохую, по меркам конца XIX века, скорость около 17 узлов и имевшие главный калибр из двух 210-мм орудий, размещавшихся в башнях в носу и корме. Пушка стреляла 140-кг снарядом и представляла существенную опасность для любого крейсера. В дополнение имелся средний калибр, включавший шесть 120-мм скорострельных орудий.
Заказчик был вполне удовлетворён полученными кораблями и поэтому положительно отнёсся к поступившему в конце 1898 года предложению «Армстронга» построить для норвежского флота ещё два броненосца, представлявшие собой усовершенствованную версию «Харальд Хаарфагрфе». Ф. Уоттс разработал шесть вариантов будущего корабля и весной 1899 года оба броненосца типа «Норге» были заложены в Элсвике. От предшествующего типа они отличались несколько большими размерами, менее толстой бронёй, но зато средний калибр был теперь представлен 152-мм орудиями. «Норге» и «Эйдсволд» были переданы флоту в 1901 году. На протяжении последующих 40 лет, четвёрка броненосцев береговой обороны оставались самыми мощными кораблями норвежских ВМС и поддерживались в очень хорошем техническом состоянии.

### Броненосцы береговой обороны Дании
Развитие броненосных кораблей датского флота в 1860—1880-х годах шло неровно, так как военно-морское командование долго не могло выработать наиболее подходящий для Дании тип малого броненосца. В результате, водоизмещение кораблей этого класса колебалось от немногим более 1300 тонн для «Рольфа Краке» до более чем 5000 тонн для «Гельголанда». Первый корабль вполне соответствующий классу броненосцев береговой обороны сошёл со стапеля в 1886 году под названием «Ивер Хвитфелд». При водоизмещении 3300 тонн корабль нёс две 260-мм пушки в барбетных установках, а также 120-мм и малокалиберные орудия.
Спустя десять лет датский флот предпринял попытку создать броненосец с минимально возможной осадкой, для действий в мелководных районах датских проливов. В 1897 году в строй вступил «Скьёльд» — один из самых маленьких броненосцев в мире. За счёт водоизмещения, лишь немногим превышавшего 2000 тонн, удалось добиться осадки около 4 м. Вооружение столь малого корабля естественно оказалось слабым. «Скьёлд» имел одну 240-мм пушку в носовой башне и три 120-мм орудия в одиночных башенных установках в корме.
В дальнейшем, датский флот предпочёл строить броненосцы, близкие по своим характеристикам к шведским. В 1897 году начинается строительство серии кораблей типа «Херлуф Тролле». Головной броненосец вошёл в строй в 1901 году. Каждый из трёх кораблей тщательно испытывался, в строительство последующих вносились изменения, поэтому последний корабль серии пополнил флот лишь в 1909 году. Различаясь в деталях, все броненосцы этого типа несли по два 240-мм орудия в одинарных башнях и четыре 150-мм пушки в качестве среднекалиберной артиллерии.
Строительство последнего датского броненосца растянулось на девять лет. Решение о строительстве «Нильса Юэля» было принято в 1914 году. Предполагалось создать броненосец с главным калибром из двух 305-мм орудий. Но начавшаяся Первая мировая война показала, что главным противником броненосцев береговой обороны будут скорее лёгкие силы и авиация. Поэтому проект основательно переработали и в 1923 году «Нильс Юэль» вступил в строй имея в качестве основного вооружения десять 150-мм орудий, которые позже дополнили зенитными автоматами. Водоизмещение превысило 4000 тонн, но скорость броненосца осталась весьма скромной и не превосходила предшественников.

### Броненосцы береговой обороны Финляндии
Последние европейские броненосцы береговой обороны были построены в Финляндии. Решение о строительстве этих кораблей для финских ВМС было принято в 1927 году, а непосредственной разработкой проекта занималась немецко-голландская компания. Ставилась задача совместить размерность датского броненосца «Нильс Юэль» с вооружением шведского «Сверье», который имел вдвое большее водоизмещение. В итоге на броненосцах удалось разместить мощное вооружение из четырёх 254-мм орудий в двухорудийных башнях, а также 105-мм универсальные орудия и зенитные автоматы. Всё это удалось уместить в водоизмещение около 4000 тонн. Платой за такое достижение стало ослабленное бронирование, причём бортовая броня могла защитить корабль лишь от малокалиберных снарядов и осколков.
Оригинальной оказалась силовая установка. Впервые на надводном боевом корабле установили дизель-электрические агрегаты. Это обеспечивало броненосцам исключительную маневренность, необходимую в условиях шхер. Особое внимание уделили конструкции корпуса, позволившей действовать даже в сложных ледовых условиях, характерных для Финского залива. Головной броненосец «Вяйнямёйнен» заложили в 1929 году, в том же году началась постройка «Ильмаринена», причём оба строились на отечественных верфях. Оба броненосца вошли в состав флота в 1932 году и стали его самыми мощными кораблями После Второй Мировой Войны «Вяйнямёйнен» переименованный в «Выборг» (1947—1966 в ВМФ СССР), стал последним «русским» броненосным артиллерийским кораблём.

### Броненосцы береговой обороны Бразилии
Бразилия, имея весьма протяжённое побережье, долгое время не располагала солидными боевыми кораблями. Бразильские ВМС в 1860—1870-х годах представляли в основном совсем небольшие и слабовооружённые корабли. Сильнейшими кораблями флота считались два монитора типа «Жавари», обладавшие весьма скромными возможностями. Лишь в 1880-х годах флот получил два солидных, по южноамериканским меркам, броненосца — «Риахуэло»  и «Аквидабан», построенных в Великобритании. Но стоимость этих кораблей оказалась чрезмерной для бразильских финансов и в конце XIX века во Франции были заказаны два броненосца береговой обороны типа «Маршал Деодору».
Это были небольшие боевые единицы, водоизмещением чуть более 3000 тонн, с низким бортом. Броневой пояс оказался сравнительно толстым, но очень узким. Несмотря на французское происхождение, корабли были вооружены артиллерией британского производства. Главный калибр состоял из двух 240-мм пушек в одноорудийных башнях, расположенных в оконечностях, ещё шесть 120-мм скорострельных пушек размещались в казематах. Как часто бывало в латиноамериканских флотах, корабли ожидала очень долгая служба, несмотря на быстрое устаревание. Оба успели принять участие в мятеже бразильского флота в 1910 году. «Маршал Флориану» был списан лишь в 1936 году, а «Маршал Деодору» в 1924 году продали Мексике, где он прослужил до 1938 года под названием «Анахуак».

### Броненосцы береговой обороны Аргентины
Желание получить броненосцы береговой обороны проявила и Аргентина. В 1890—1891 годах аргентинский флот заказал в Великобритании два броненосца типа «Индепенденсия». Основной задачей этих небольших кораблей стала защита устья реки Ла-Плата, вследствие чего они классифицировались как «речные броненосцы» (исп. аcorazado de río). При водоизмещении 2330 тонн, они несли солидный броневой пояс, имея очень низкий борт. Артиллерия была смешанного происхождения — 240-мм орудия главного калибра в башенноподобных установках были германского производства, 120-мм скорострельные пушки в щитовых установках на спонсонах — английская. Малокалиберные пушки были получены из Франции. Служба «Индепенденсии» и «Либертада» оказалась весьма долгой, причём они никогда не выходили в Атлантический океан, подтверждая своё речное предназначение. В 1931 году безнадёжно устаревшие корабли переклассифицировали в канонерские лодки, а «Индепенденсия» в 1947—1948 годах успела послужить в ранге плавбазы подводных лодок. Окончательно их списали лишь в 1948 году.

### Броненосцы береговой обороны Таиланда
Последние в истории броненосцы береговой обороны были построены для ВМС Таиланда. В 1935 году Сиам заказал японской компании «Кавасаки» два корабля типа «Шри Аётха». В 1938 году оба вошли в состав небольших, но амбициозных тайских ВМС. В конструкции броненосцев отразились характерные черты японской кораблестроительной школы. Имея водоизмещение близкое к эсминцам, эти небольшие корабли имели тонкий броневой пояс, прикрывавший только энергетическую установку, броневую палубу и четыре 203-мм орудия в бронированных башнях. Силовая установка была дизельной, что обеспечивало броненосцам ряд тактических преимуществ, а также солидную дальность плавания. При этом, малое водоизмещение подвигло ряд военно-морских экспертов расплывчато именовать эти необычные корабли «судами береговой обороны».
Оба корабля приняли участие в короткой Франко-тайской войне 1940—1941 годов. Тайское военно-морское командование выдвинуло свои главные силы на якорную стоянку у острова Ко-Чанг, причём не озаботилось ни разведкой, ни охранением своих сил. Вечером 16 января 1941 года «Шри Аётха» в сопровождении трёх миноносцев ушёл в главную базу флота Саттахип для пополнения запасов. Таким образом, в бою у Ко-Чанга со стороны тайцев приняли участие броненосец «Тонбури» и два миноносца.
Французское соединение в составе лёгкого крейсера «Ламотт-Пике» и четырёх авизо атаковало тайские корабли рано утром 17 января 1941 года. Первый удар пришёлся на тайские миноносцы, которые были быстро потоплены. Затем началась артиллерийская дуэль между «Ламотт-Пике» и «Тонбури». Формально 203-мм орудия тайского броненосца представляли серьёзную опасность для практически не бронированного французского крейсера, принадлежавшего к типу «Дюгэ Труэн». Но стрельба тайского корабля с самого начала была неэффективна, в то время как французы быстро добились попаданий. Был убит командир броненосца, большие потери понес экипаж, на корабле начался пожар, а кормовая башня вышла из строя. Несколько позже к обстрелу «Тонбури» присоединились французские авизо, но существенного успеха не добились. Тяжело повреждённый «Тонбури» начал отход, при этом французы не могли преследовать его из-за мелководья и повернули в открытое море, опасаясь тайских ВВС. Тайские лёгкие бомбардировщики действительно вылетели для атаки, но в первую очередь по ошибке атаковали свой броненосец и попали в него авиабомбой, после чего он потерял ход и сел на мель в полузатопленном состоянии.
Бой у Ко-Чанга завершился полной победой французов, потопивших броненосец и два миноносца без каких-либо потерь со своей стороны. Бой продемонстрировал некомпетентность тайского военно-морского командования и низкий уровень подготовки тайских моряков. Тем не менее, в Таиланде сражение было объявлено крупной победой тайского флота и широко использовано местной пропагандой. В дальнейшем «Тонбури» был поднят и отбуксирован в Саттахип, но не восстанавливался, а использовался как несамоходный штабной корабль до своего списания в 1967 году. Его систершип «Шри Аётха» пережил Вторую мировую войну и был потоплен 30 июня 1951 года в Саттахипе авиацией и полевой артиллерией, в ходе подавления попытки военного переворота.

## Закат класса
Главной проблемой в доктрине развития броненосцев береговой обороны стал постоянный рост тяжести вооружения и бронирования крупных мореходных броненосцев, с которыми те должны были сражаться. Морские пушки становились все более мощными и тяжелыми, и для противостояния им требовалась все более мощная и тяжелая броня. Как следствие, сами броненосцы береговой обороны начали расти в размерах (чтобы нести более мощное оружие и артиллерию) и стоимости — перестав являться «дешевым и эффективным решением».
Помимо этого, сама идея класса броненосцев береговой обороны основывалась на том, что для атаки побережья, крупный мореходный броненосец противника будет вынужден войти в прибрежные воды, где меньший броненосец береговой обороны сможет сражаться с ним на равных. Но увеличение радиуса действия артиллерии в конце XIX века уже позволяло обстреливать (неприцельно) такие площадные цели как порты и морские базы с дистанции 15-20 километров. Для эффективного противостояния неприятелю, броненосцу береговой обороны пришлось бы выйти за пределы прибрежных вод и сражаться в открытом море, где он более не имел преимуществ.
Кроме того, в связи с увеличением дальности действия морской артиллерии, траектории падения снарядов становились все более и более отвесными и частота попаданий не в борт а в палубу существенно возросла. Низкобортные корабли лишились, таким образом, своего главного преимущества — малого силуэта и большой площади защищенного броней борта — и более не были столь выгодны. Их недостатки же стали слишком актуальны в новых условиях войны на море. Последняя попытка возродить класс — французский броненосец «Анри IV» — оказалась не вполне удачной и более не была повторена.
В связи с этим, к началу XX века броненосцы береговой обороны строились почти исключительно для флотов скандинавских держав, чьи побережья изобиловали небольшими заливами, бухтами и шхерами, а условия видимости в северных водах чаще всего оставляли желать лучшего. Скандинавские инженеры полагали, что в таких условиях крупные корабли неприятеля не сумеют реализовать своё преимущество в дальнобойной артиллерии, и вынуждены будут входить в мелкие прибрежные воды и вести бой в узких проливах на очень небольшой дистанции. В подобной ситуации, небольшие, хорошо защищенные броненосцы береговой обороны с не слишком мощной но скорострельной тяжелой артиллерией (калибром от 203 и до 280 миллиметров) могли все ещё быть эффективны.
Однако, если это правило ещё работало против эскадренных броненосцев и ранних дредноутов, то стремительная гонка морских вооружений в начале XX века окончательно поставила крест на броненосцах береговой обороны. Появление супердредноутов с 320—406 миллиметровой артиллерией означало, что любые броненосцы береговой обороны разумных размеров оказались в заведомо проигрышном положении; развитие же авиации, торпедных катеров и эскадренных миноносцев означало, что противник, скорее всего, просто не будет направлять свои тяжёлые линкоры и крейсера в мелкие прибрежные воды.

## Итоги эволюции броненосцев береговой обороны
Созданные в качестве «оружия бедного», предназначенного для защиты от заведомо более сильного флота вероятного противника, броненосцы береговой обороны на протяжении всей своей истории оставались по своей сути неполноценными боевыми единицами, и для флотов ведущих морских держав, состоящих из крупных мореходных линейных кораблей, были скорее обузой и лишней статьёй расходов, чем полезным дополнением. Между тем, для акваторий внутренних морей и сравнительно слабых флотов, опирающихся на мощные береговые укрепления, таких, как американский до 1890-х годов, русский Балтийский в 1860-х — 1880-х, германский до конца XIX века, шведский, датский, голландский или финский, они были весьма ценным дополнением, сочетая тяжёлое вооружение и бронирование броненосца со сравнительно невысокими стоимостью и технологической сложностью постройки.
При отходе же флота от чисто-оборонительной стратегии неизбежно происходил переход к строительству полноценных мореходных артиллерийских кораблей. Предшествующая постройка небольших броненосцев береговой обороны при этом часто оборачивалась неоценимым опытом, позволяющим заложить основы национального броненосного кораблестроения.
В целом, броненосцы береговой обороны могут быть охарактеризованы как практически идеальные корабли для мирного времени — большинство из них имели на редкость длинные и спокойные карьеры. Однако, боевые качества их в большинстве случаев так и не были подвергнуты серьёзной практической проверке, так что довольно сложно судить о том, насколько они могли бы соответствовать своему предназначению — обороне собственного побережья и проведению операций у вражеского.
Точку в развитии этого класса кораблей положила Первая мировая война: с одной стороны, стало очевидно, что никакой, пусть даже и бронированный, корабль с ограниченным водоизмещением не будет способен противодействовать современным главным силам флота — линкорам и линейным крейсерам, а с другой — основными противниками сил береговой обороны оказались не они, а лёгкие торпедные корабли и катера, авиация и подводные лодки, для борьбы с которыми не было нужды строить сравнительно дорогие броненосцы. Вероятность же артиллерийской дуэли между бронированными кораблями на мелководье в сложившихся условиях стремилась к нулю.
Последние броненосцы береговой обороны строились исключительно для флотов второстепенных морских держав, и при этом бронирование их было едва ли не символическим (как правило — противоосколочным), а боевое применение — обычно малоудачным.
Строившиеся в годы Первой мировой в Великобритании мониторы нового поколения с вооружением из нескольких орудий самого крупного калибра были уже не кораблями для обороны собственного побережья, а своего рода мобильными орудийными платформами для обстрела вражеского, способными благодаря малой осадке заходить далеко на мелководье, не подпадая, таким образом, под определение броненосца береговой обороны.

## Комментарии
1. ↑  Сиам был переименован в Таиланд 24 июня 1939 г.
2. ↑  По другим данным, орудия имели калибр 200 мм и были аналогичны пушкам первых японских тяжёлых крейсеров.